# Dwergnova

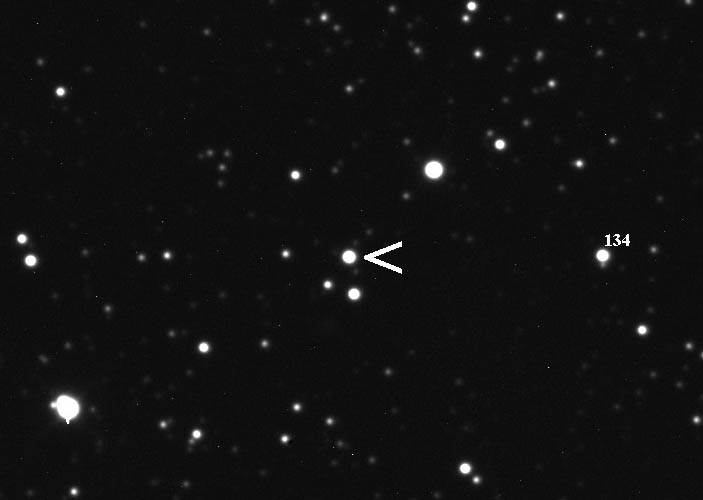
Een uitbarsting van dwergnova HT Cas (magnitude ~13.4) op 2 november 2010

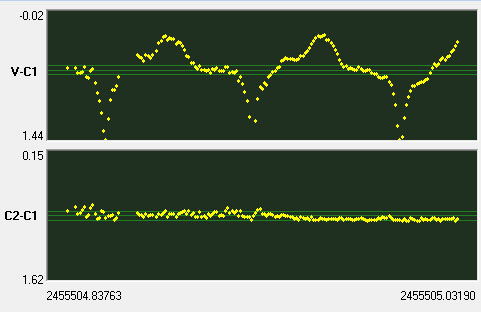
De lichtkromme van dwergnova HT Cas tijdens een eclips, gedurende een uitbarsting op 4 november 2010; te zien zijn dipjes tijdens de eclips en superpieken veroorzaakt door de accretieschijf.

Een U Geminorum-type dubbelster of dwergnova (meervoud novae of nova's) bestaat uit een nauw stersysteem waarin een van de componenten een witte dwerg betreft, die materie afsnoept van zijn partner door middel van een accretieschijf. De eerste keer dat dit fenomeen geobserveerd is, was U Geminorum in 1855. Het precieze mechanisme werd echter pas bekend in 1974, toen Brian Warner aantoonde dat de nova veroorzaakt werd door een toename van helderheid van de accretieschijf. Net als de klassieke novae vertonen dwergnovae periodieke uitbarstingen, echter zijn de processen die hiertoe leiden verschillend.
Normaal gesproken zijn klassieke novae het resultaat van kernfusie en ontploffing van de aanhechting van waterstof op het oppervlak van het object. De huidige theorieën suggereren echter dat dwergnovae veroorzaakt worden door instabiliteit van de accretieschijf, wanneer de geïoniseerde materie een kritieke temperatuur bereikt wat een verandering in viscositeit betekent. Daardoor ontstaat er een tijdelijke toename van massatransport in de schijf, zodat de gehele schijf wordt verwarmd en daardoor toeneemt in helderheid. De toename van massa van de donorster is minder dan het versnelde transport in de schijf, waardoor de schijf uiteindelijk weer vervalt in een koelere, minder heldere toestand.
Dwergnovae verschillen op nog meer manieren van de klassieke type 1a; hun lichtkracht is minder sterk, ook vertonen zij een periode op een schaal van dagen tot decennia. De lichtkracht van de uitbarsting neemt toe met het terugkerende interval, alsmede met de omlooptijd; recent onderzoek met de ruimtetelescoop Hubble lijkt er op te duiden dat dwergnovae weleens handig kunnen zijn voor astronomische afstandmeting.
Het U Geminorum-stertype is onderverdeeld in 3 subtypen:
1. SS Cygni-sterren (UGSS), welke gedurende 1-2 dagen in lichtkracht toenemen met zo'n 2 tot 6 magnitude in absolute helderheid in een specifiek gedeelte van het spectrum (in het Engels genaamd 'V band') om in de daaropvolgende dagen terug te keren naar de originele helderheid.
2. SU Ursae Majoris-sterren (UGSU), die een langere en helderdere uitbarsting vertonen, in additie tot de gewone uitbarstingen. Variaties op SU Ursae Majoris zijn o.a. ER Ursae Majoris-stersystemen en WZ Sagittae-stersystemen.[5]
3. Z Camelopardalis-stersystemen (UGZ), welke een pauze vertonen op een bepaald helderheidspunt onder hun maximum.

Boven op de grote uitbarstingen vertonen sommige dwergnovae hevige, periodieke helderheidstoenames. Deze worden veroorzaakt door het vervormen van de accretieschijf als de rotatie hiervan samenvalt met de omloopbaan van de dubbelster.